# 木崎ちあき
木崎 ちあき（きさき ちあき、8月27日 - ）は、福岡県福岡市の小説家である。

## 経歴
中学時代に国語の先生から作文をほめられたことから文章の執筆が好きになり、高校1年生の時に宮部みゆきの『ブレイブ・ストーリー』を読んだことから、ファンタジー小説を書き始める。その後もデビューするまでは、いわゆるニートとフリーターの生活を送りながら、仕事へ出勤すると語って外で時間をつぶしたり、図書館で原稿を執筆したりして投稿活動を続けていたという。
第15回エンターブレインえんため大賞ガールズノベルズ部門で『狩兎町ハロウィンナイト』が特別賞を受賞、そして第20回電撃小説大賞で『博多豚骨ラーメンズ』が大賞を受賞する。『狩兎町ハロウィンナイト』は『狩兎町ハロウィンナイト 陽気な吸血鬼と機械仕掛けの怪物』と改題され2014年2月15日にビーズログ文庫（KADOKAWA）より出版されたことでデビューを果たし、『博多豚骨ラーメンズ』はその後の2014年2月25日にメディアワークス文庫（KADOKAWA）より出版された。
2018年1月号の『ダ・ヴィンチ』では、インタビューと対談を受けた中のひとりに数えられた。
2021年3月よりウェブコミックレーベルの「コミックブリーゼ」で原作を務める漫画『CHANGE UP!!』の連載が開始された。

## 作品一覧

### 小説
- 『博多豚骨ラーメンズ』（2014年2月 メディアワークス文庫〈KADOKAWA〉）
- 『マネートラップ』
  - 「三流詐欺師と謎の御曹司」（2018年11月 メディアワークス文庫〈KADOKAWA〉）[9]
  - 「偽りの王子と非道なる一族」（2019年6月 メディアワークス文庫〈KADOKAWA〉）
- 『狩兎町ハロウィンナイト 陽気な吸血鬼と機械仕掛けの怪物』（2014年2月 ビーズログ文庫〈KADOKAWA〉）[10]
- 『武神男子 〜二郎くんの無問題な厄日〜』（イラスト: 猫野まりこ、2015年5月 ビーズログ文庫アリス〈KADOKAWA〉）[11]
- 『ノラネコシティ』（イラスト: 鈴木次郎、2016年11月 ビーズログ文庫アリス〈KADOKAWA〉）[12]
- 『DOPE 麻薬取締部特捜課』（2022年8月 KADOKAWA / 2025年5月 角川文庫）
- 『アンエンド 確定死刑囚捜査班』（2024年6月 宝島社文庫）

#### 雑誌掲載
- 電撃文庫MAGAZINE Vol.43 2015年5月号付録『電撃コラボレーション 七人の時雨沢恵一』[13]

### 漫画原作
- 『CHANGE UP!!』（作画: ゆきひこ、2021年3月 - コミックブリーゼ〈キルタイムコミュニケーション〉）[14]